# 청동초등학교 (부산)
청동초등학교는 대한민국 부산광역시 영도구에 있는 공립 초등학교이다.

## 연혁
- 1978년 2월 28일: 개교 인가, 청학초등학교에서 분리
- 1979년 10월 15일: 본교 신축교사로 입교(개교기념일)
- 2014년 8월 30일 학교 강당 리모델링, 학교공원화 사업 완성
- 2017년 3월 1일: 교육부요청 초등돌봄교실 시범학교 운영
- 2017년 12월 21일: 제9회 방과후학교 대상 전국 100대 우수 방과후학교 수상
- 2018년 5월 31일: 출입문 통제시스템 설치(3곳)
- 2018년 7월 20일:교내 창문 안전난간대 설치
- 2018년 12월 11일: 정문 입구 및 주차장 펜스 설치 공사
- 2019년 1월 31일: 강당 바닥 보수 공사
- 2019년 3월 1일: 수학나눔학교 운영
- 2019년 9월 6일: 도서관 독서환경개선 인테리어 공사
- 2019년 10월 31일: 내진보강 공사
- 2020년 5월 1일: 학교놀이환경개선사업 학교 선정
- 2021년 3월 1일: 제16대 강정복 교장 부임
- 2021년 9월 1일: 본교 비탈면 및 운동장 정비 공사 완료
- 2021년 12월 22일: 부산형 블렌디드 교실 구축(총 26개 교실)
- 2022년 1월 14일: 부산형 셉테드 사업(안전펜스, 지킴이실 등) 완료
- 2022년 2월 18일: 제43회 졸업식(졸업생 92명, 누계 8,579명)
- 2022년 3월 1일: 총 26학급 편성(통합교육반 2 포함)
- 2022년 3월 1일: 부산교육청 지정 ABM 융합교육 시범학교 운영
- 2022년 3월 2일: 1학년 입학(남 44명, 여 43명, 총87명)

## 참고 자료
- 청동초등학교 - 한국교육학술정보원 학교알리미